# مجرا (کالبدشناسی)

نمای کناری از روده، نمونه‌ای از یک مجرا درون بدن.

در دانش کالبدشناسی مجرا (به انگلیسی: Lumen) به معنای فضای درونی هرگونه بافت و ساختار لوله‌ای شکلی در بدن است. همچنین مجرا به محیط‌های درون یاخته یا درون اجزای یاخته همچون شبکه آندوپلاسمی نیز گفته می‌شود. نمونه‌هایی از مجراهای درون بدن انسان شامل رگ‌ها، روده‌ها، لیزوزوم‌های درون یاخته و غیره اشاره کرد.